# Okiseius himalayana
Okiseius himalayana är en spindeldjursart som beskrevs av Gupta 1986. Okiseius himalayana ingår i släktet Okiseius och familjen Phytoseiidae. Inga underarter finns listade i Catalogue of Life.